# Dioscorea polystachya
A Dioscorea polystachya vagy kínai jamsz az egyszikűek (Liliopsida) osztályának jamszgyökérvirágúak (Dioscoreales) rendjébe, ezen belül a jamszgyökérfélék (Dioscoreaceae) családjába tartozó faj.

## Előfordulása
A Dioscorea polystachya eredeti előfordulási területe Kína keleti fele, a Koreai-félsziget, Tajvan szigete és a Kuril-szigetek.
Mivel az ember számára ehető növényfaj, Dioscorea polystachyát betelepítették az Amerikai Egyesült Államok nagy részére - főleg délkeletre és keletre -, Brazília legdélebbi részére, a Himalája déli oldalaira, valamint Japánba.

## Megjelenése
Évelő és kúszónövény, amely általában 3-5 méter hosszú, de ennél hosszabb is lehet. A nagy levelei 11 centiméter hosszúak és körülbelül ugyanilyen szélesek - legalábbis a tövüknél, mivel a végüknél kihegyesednek. A növénynek egy vagy több földalatti gumója van; a legnagyobb gumók körülbelül 1 méteresek és 4,54 kilogrammosak.

## Képek

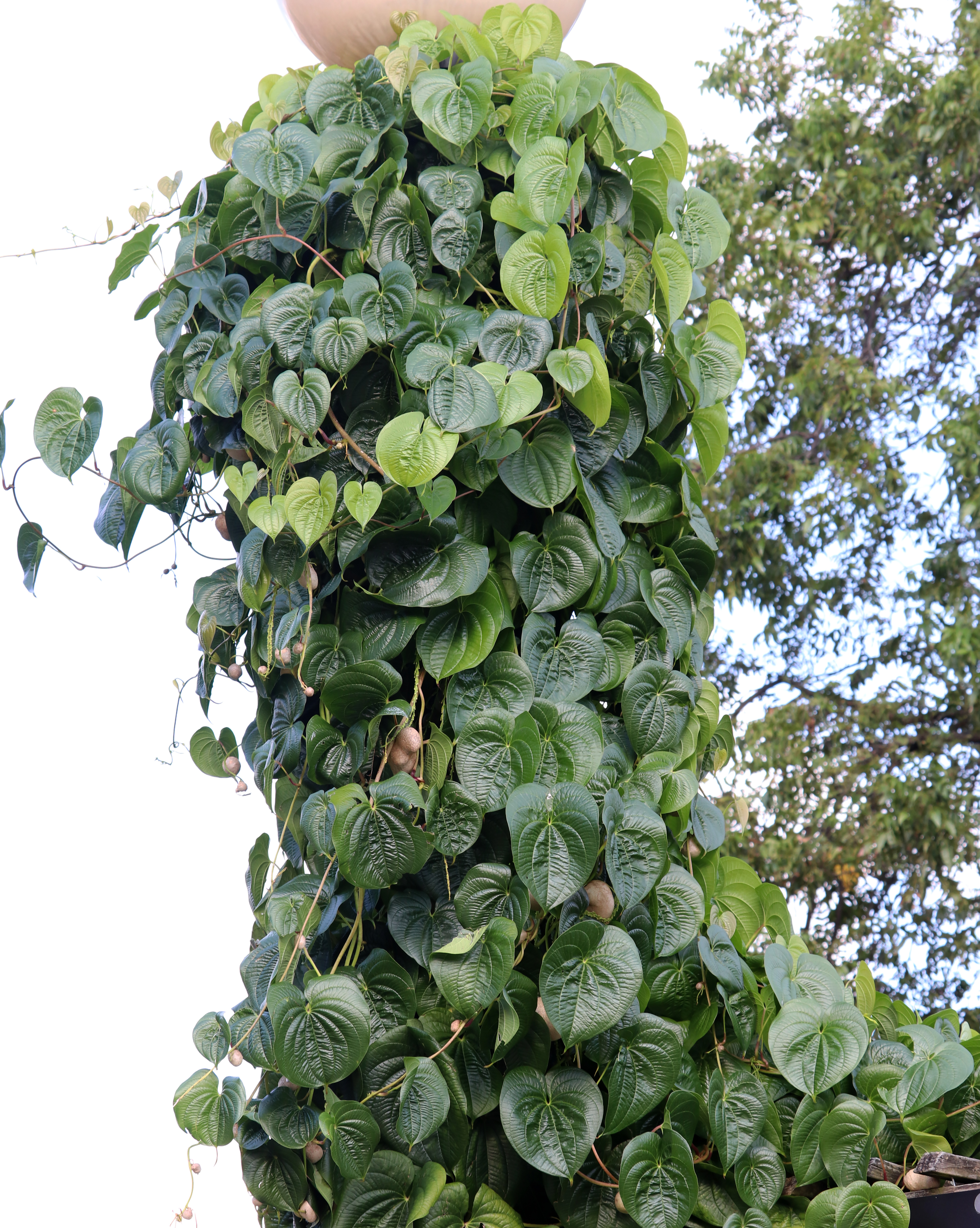
A növény
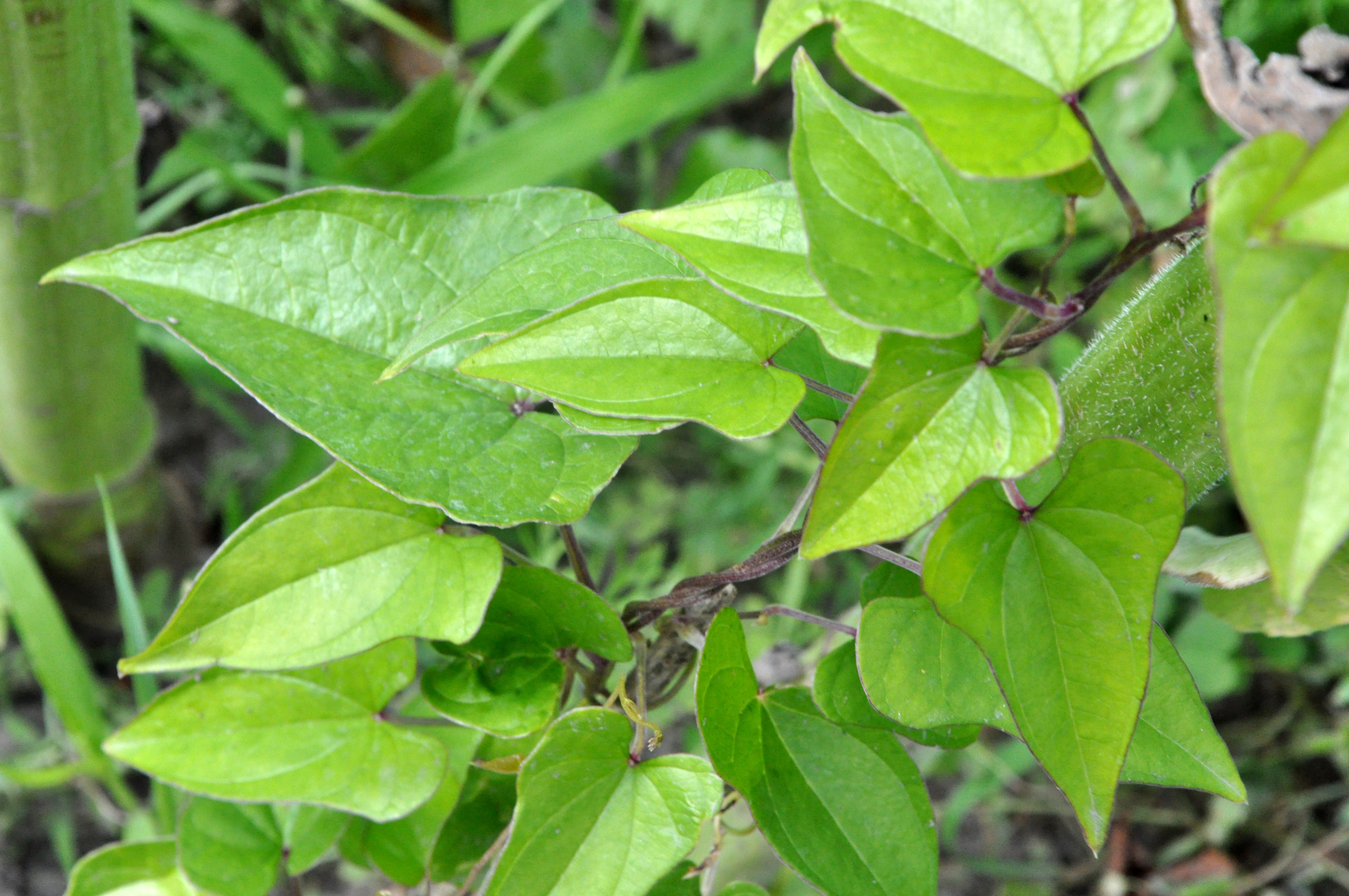
Levelei és
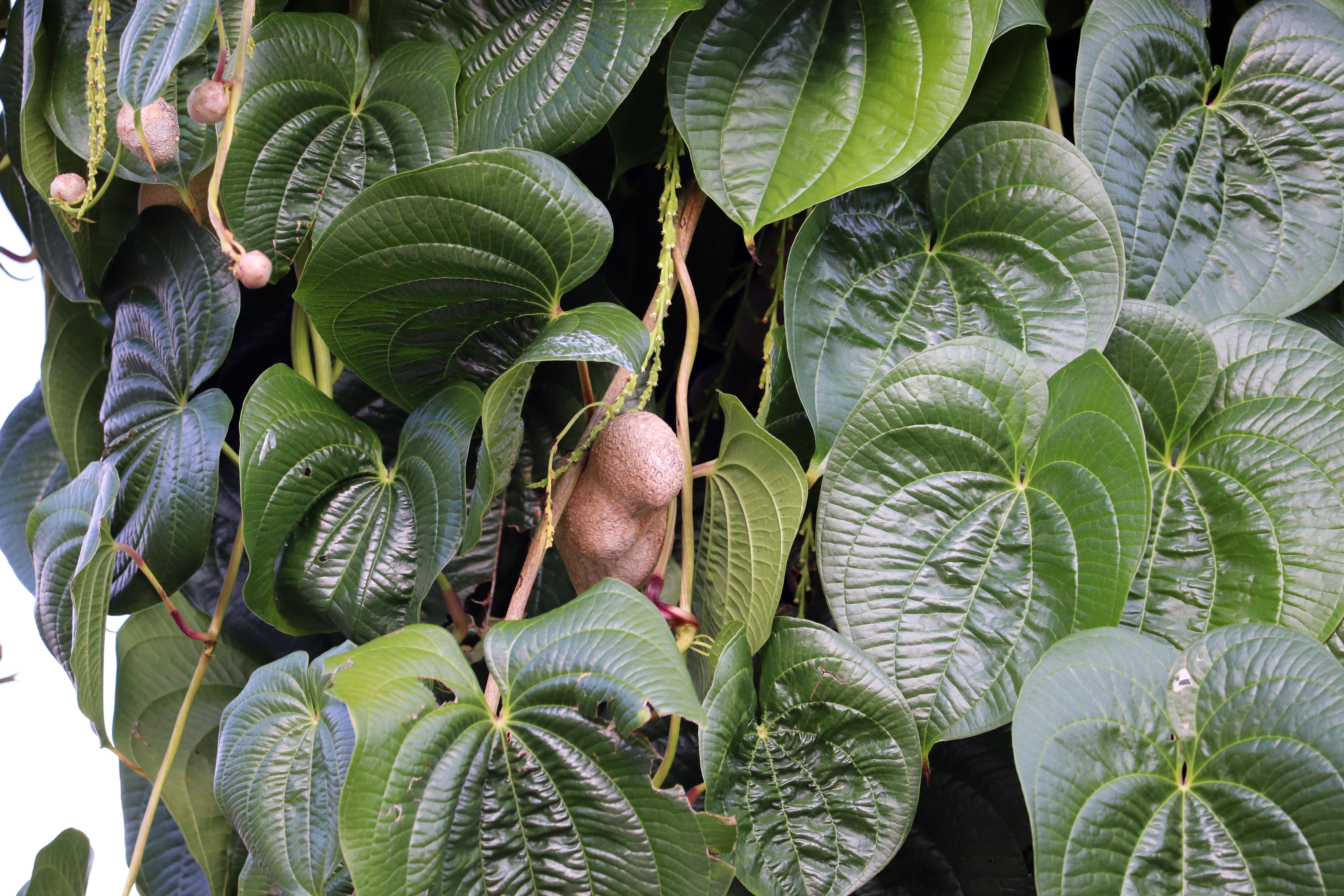
termései
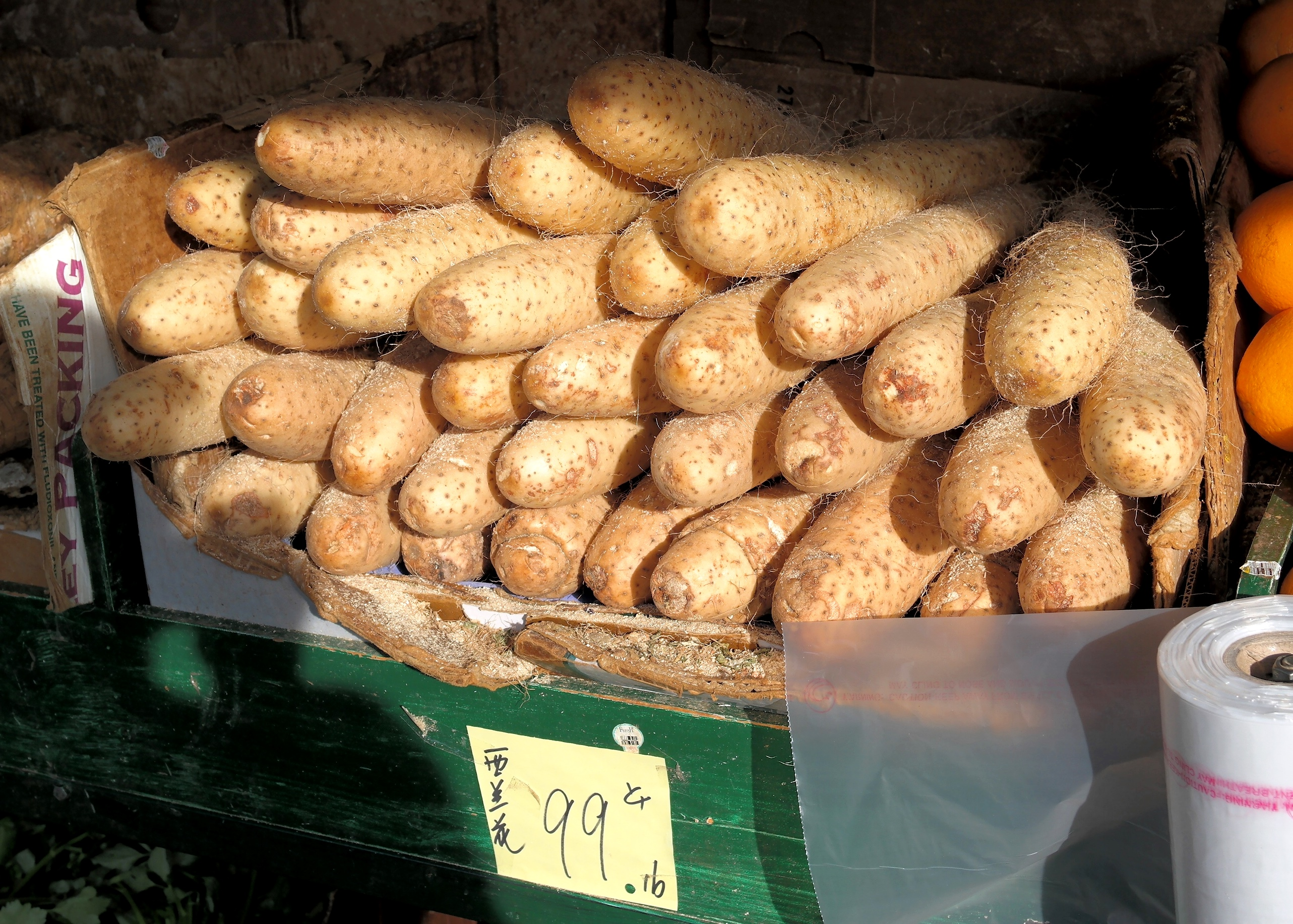
Gumói
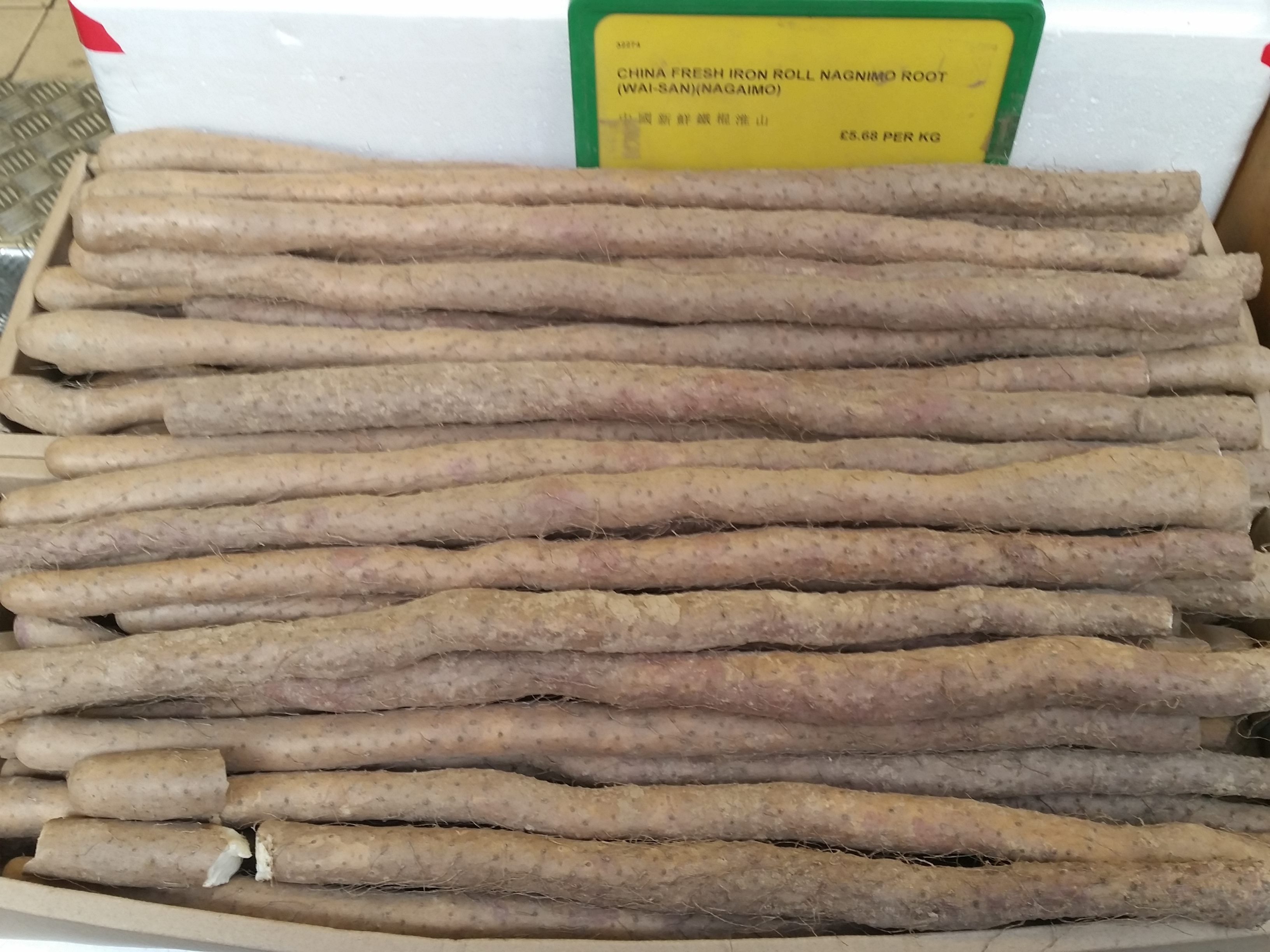